# Río Mina Clavero
El río Mina Clavero es un cauce natural de agua del Valle de Traslasierra, en la Provincia de Córdoba (Argentina); que se forma a partir de la confluencia de varios arroyos caudalosos que bajan de la Pampa de Achala, entre los cuales debe mencionarse los de La Cornetita, Potrero de los Blancos y Cerrito Blanco, que concurren al sitio llamado La Bolsa, donde queda formado el río. 
Es de aguas frías y cristalinas, y posee propiedades curativas[cita requerida]. Corre de este a oeste, salvando el faldeo de la sierra por fuertes pendientes y saltos de agua, entre los cuales es notable la cascada que marca el nacimiento del río (conocida como Nacimiento del Río Mina Clavero), y que es visible desde largas distancias. Al llegar a la parte baja del valle, atraviesa la ciudad de Mina Clavero donde se inclina hacia el norte para juntarse con el río Panaholma, junto con el que da nacimiento al río de los Sauces.
El cauce del Mina Clavero baja de las sierras entre las rocas y recién forma playas de arenas doradas al llegar a la ciudad. En su recorrido se encuentran importantes balnearios como La Toma, Nido del Águila, y Municipal de Mina Clavero.
En 2019 el río Mina Clavero fue elegido como una de las “siete maravillas naturales de la Argentina” en el marco de un proceso de selección que involucró tanto el voto popular como la preselección de expertos, en un concurso que organizó la Fundación New 7 Wonders.

## Imágenes

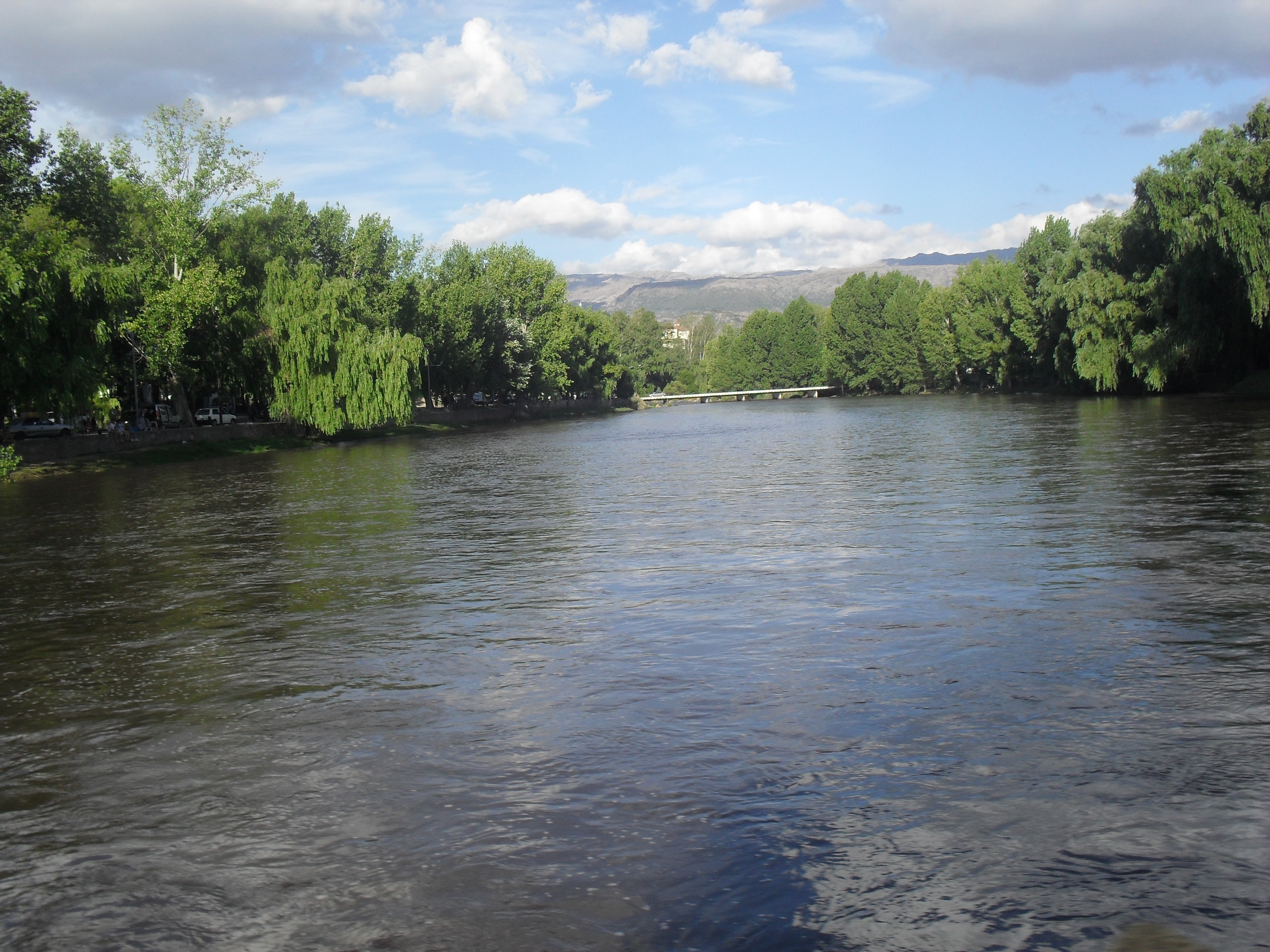
Una de las tantas crecientes del río Mina Clavero
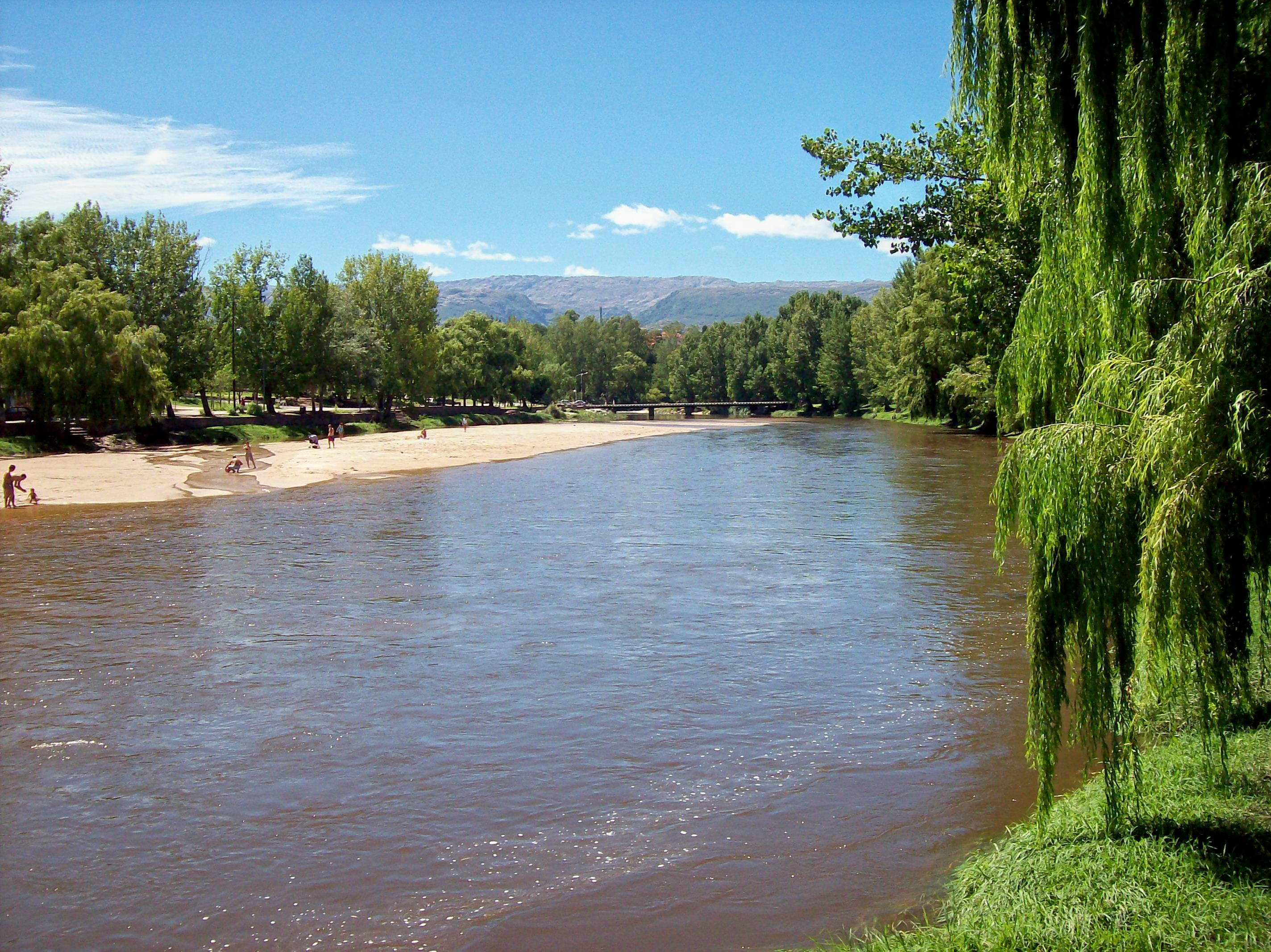
Vista desde el puente de la Av. San Martín, en Mina Clavero
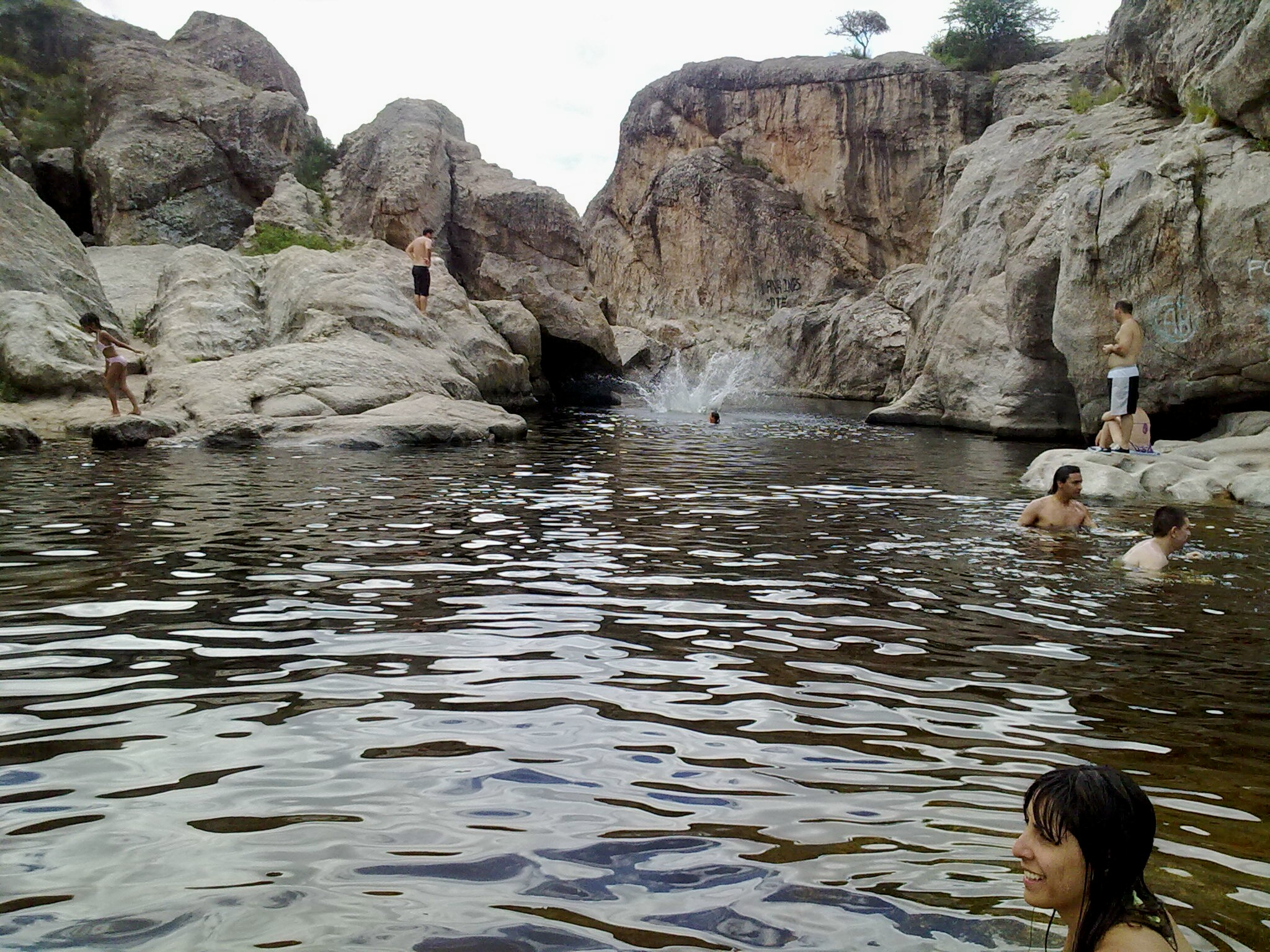
Balneario Nido de Águila